# Reads Landing Overlook
Le Reads Landing Overlook – ou Lake Pepin Scenic Overlook – est un point de vue panoramique sur le lac Pépin aménagé le long de l'U.S. Route 61 à Pepin Township, dans le Minnesota, aux États-Unis. Construit en 1939-1940 dans le style rustique du National Park Service, il est inscrit au Registre national des lieux historiques depuis le 15 décembre 2004.